# Teotlalco
Teotlalco es una población del estado mexicano de Puebla. Se localiza en el extremo suroeste poblano, cercano al límite con el vecino estado de Morelos. Es cabecera del municipio del mismo nombre y forma parte de la región económica de Izúcar de Matamoros.

## Toponimia
El nombre de este población es un topónimo de origen náhuatl. Puede traducirse de dos modos. Uno, derivado de teotlalli, la palabra nahua para designar el desierto. En ese caso, se traduce como En el desierto. Por otra parte, también puede ser derivado de los vocablos téotl (dios)  y tlalli (tierra), por lo que se puede entender como En la tierra del Dios Ojo.